# شانتال گویا
شانتال گویا (Chantal Goya؛ زادهٔ ۱۰ ژوئن ۱۹۴۲) خواننده و هنرپیشه اهل فرانسه است.
از فیلم‌ها یا برنامه‌های تلویزیونی که وی در آن نقش داشته‌است می‌توان به مذکر، مؤنث، معما اشاره کرد.